# Operacja Berlin (Atlantyk)
Operacja Berlin − zakończony połowicznym sukcesem rajd korsarski na środkowym Atlantyku, przeprowadzony w okresie od stycznia do marca 1941 roku przez niemieckie pancerniki „Scharnhorst” i „Gneisenau”. Dowódcą całej operacji był admirał Günther Lütjens, który − wzorując się na jej przebiegu − miał wkrótce wysłać z podobną misją dwa inne wielkie okręty nawodne: „Bismarcka” i „Prinza Eugena”.

## Tło wydarzeń

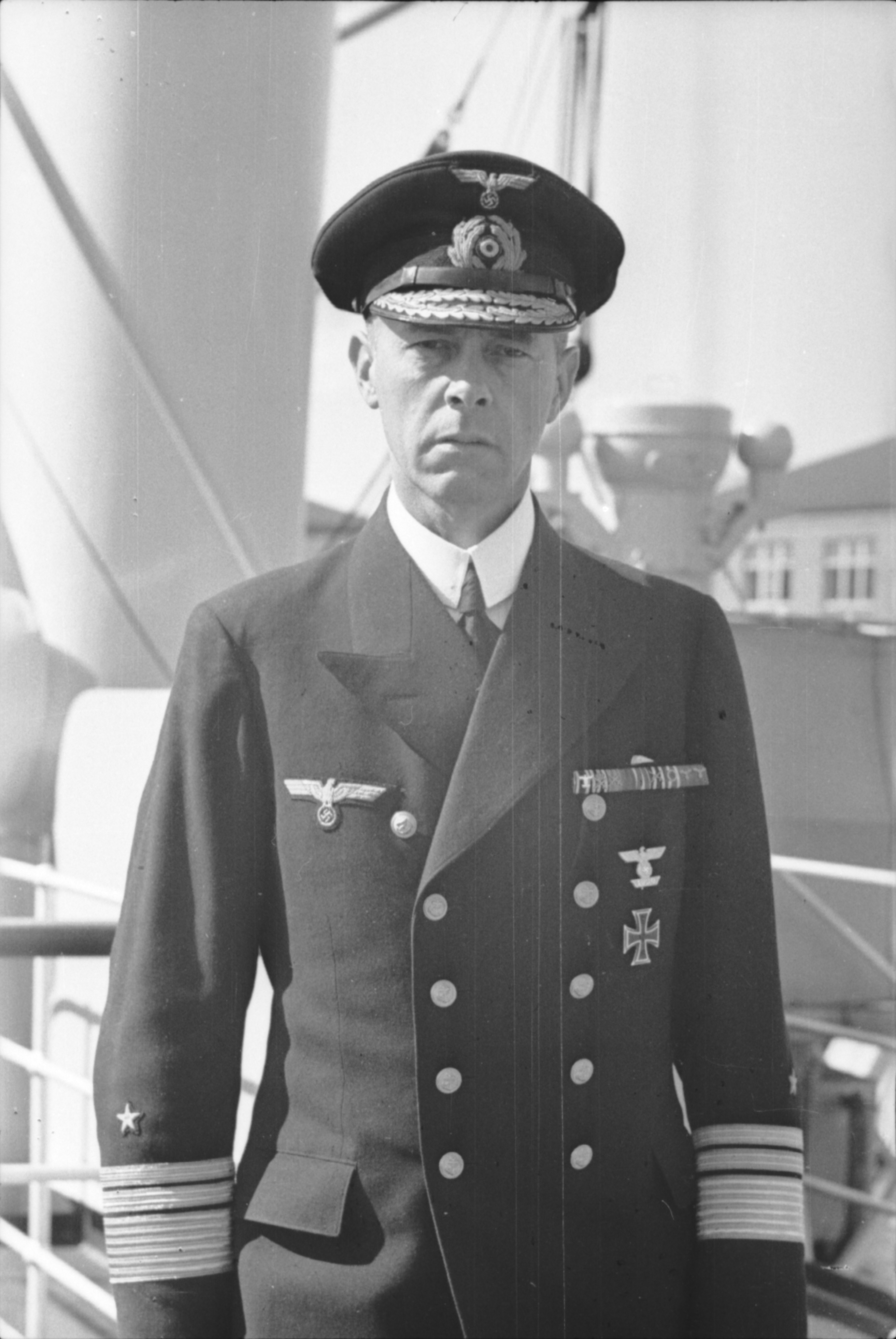
Günther Lütjens

Strategiczne plany wojenne III Rzeszy zakładały, że w przypadku zaangażowania się w konflikt Wielkiej Brytanii, niemiecka marynarka wojenna, Kriegsmarine, rozpocznie − celem osłabienia i wyeliminowania jej z walki − zwalczanie środków handlu morskiego na liniach zarówno transeuropejskich, jak i transatlantyckich, czym zająć miały się okręty podwodne. Tymczasem, gdy 3 września 1939 roku rozpoczęła się wojna morska, niemieckie Kierownictwo Wojny Morskiej (Seekriegsleitung − SKL) było do niej zupełnie nieprzygotowane. Kriegsmarine dysponowała jedynie dwudziestoma trzema U-Bootami zdolnymi do działań na otwartym oceanie. W tej sytuacji SKL postanowiło zintensyfikować prace nad przygotowaniem floty rajderów (Hilfkreuzer), a tymczasem wysyłać do akcji przeciw statkom handlowym przeciwników posiadane okręty nawodne. Takimi, pod koniec 1940 roku, były pancerniki „Scharnhorst” i „Gneisenau”.

## Przebieg działań
Oba stacjonujące w Gotenhafen okręty wyszły w morze 28 grudnia 1940 roku, ale po kilku dniach − na skutek uszkodzeń, jakich doznał podczas sztormu „Gneisenau” − musiały zawinąć do Kilonii, którą opuściły 22 stycznia 1941 roku. Wywiad państw sprzymierzonych otrzymał od duńskich rybaków informację, że okręty były widziane podczas przechodzenia przez Wielki Bełt, o czym Admiralicja brytyjska wiedziała już następnego dnia. Admirał John Tovey opuścił porty brytyjskie na czele silnego dywizjonu (trzy pancerniki, osiem krążowników i jedenaście niszczycieli) w nadziei, że przechwyci niemieckie okręty na podejściach do Western Approaches, gdzieś pomiędzy Islandią a Wyspami Owczymi. Tymczasem Lütjens poprowadził swą niewielką flotyllę przez Cieśninę Duńską (na zachód od Islandii) wprost na Atlantyk, gdzie pancerniki zajęły pozycje oczekując na konwoje płynące z Kanady do Wielkiej Brytanii.
Pierwszym wykrytym konwojem był HX-106, ale atak został odwołany, gdy okazało się, że wśród okrętów eskorty jest stary pancernik HMS „Ramillies”. Dowódca „Scharnhorsta” zaproponował, że odciągnie „Ramilliesa” tak, by „Gneisenau” mógł rozprawić się z konwojem (miał ku temu podstawy: „Scharnhorst” był od brytyjskiego pancernika o 11 węzłów szybszy), ale Lütjens otrzymał polecenie unikania walki z większymi jednostkami. Szczęśliwie dla obu stron Brytyjczycy nie zdołali zidentyfikować okrętów przeciwnika.
Po zatankowaniu paliwa ze statku zaopatrzeniowego okręty niemieckie wróciły do akcji; nie zauważyły konwoju HX-111, ale udało im się dopaść konwój pustych statków wracających do Ameryki. W ciągu 12 godzin „Scharnhorst” i „Gneisenau” zatopiły pięć statków (w tym trzy tankowce), ale wiadomość o ataku dotarła do Royal Navy. Okręty ruszyły teraz na południe, mijając Azory, by zaczaić się na trasie konwojowej u zachodnich wybrzeży Afryki. W pobliżu Wysp Kanaryjskich zauważono konwój, ale ponownie atak nie nastąpił ze względu na obecność starego (1916) pancernika HMS „Malaya”. „Scharnhorst” i „Gneisenau” wycofały się w stronę Sierra Leone, ustępując miejsca grasującym w okolicy U-Bootom.
Teraz oba niemieckie okręty zawróciły na zachodni Atlantyk, zatapiając „po drodze” pojedynczy, płynący bez eskorty frachtowiec. Zaatakowały też dwa nieeskortowane konwoje, zatapiając lub biorąc jako pryzy 16 statków. Jeden z nich − „Chilean Reefer” − postawił zasłonę dymną, podał przez radio dokładną pozycję, a nawet ostrzelał „Gneisenaua” ze swego małego, pokładowego działa. Lütjens − nie będąc nawet pewnym, co to za statek − kazał cofnąć się i zniszczyć go z bezpiecznej odległości. W tym czasie na horyzoncie pojawił się HMS „Rodney”, przypuszczalnie w odpowiedzi na wezwanie radiowe. Niemieckie okręty pospiesznie zniknęły, a „Rodney” zajął się ratowaniem rozbitków.
W końcu SKL kazało niemieckim pancernikom wracać do Brestu. 21 marca spotkały okręty i samoloty eskorty i następnego dnia znalazły się w porcie, przy czym ich maszyny wymagały pilnego remontu. W trakcie 60-dniowego rajdu pokonały blisko 16 000 Mm zatapiając lub zatrzymując 22 statki o łącznym tonażu 115 622 BRT, a więc mniej niż zakładano. Podczas akcji były zaopatrywane przez statki „Uckermark”, „Ermland”, „Schlettstadt”, „Friedrich Breme” i „Hamburg”.
Ogólnie wielkie okręty sił nawodnych Kriegsmarine dokonały w latach 1939-1941 siedmiu korsarskich rajdów, których ofiarą padło 58 statków handlowych o łącznym tonażu 321 236 BRT.